# روبرت كولفيل
روبرت كولفيل (بالإنجليزية: Robert Colville)‏ هو محامي أمريكي، ولد في 1935 في بيتسبرغ في الولايات المتحدة، وتوفي في 11 سبتمبر 2018.